# 毛叶菊酯
毛叶菊酯（英語：Lachnophyllum ester）是一种有机化合物，化学式C11H12O2，可见于雛菊、香丝草、小蓬草等物种。